# District de Kanzaki (Hyōgo)
Ne doit pas être confondu avec le district de Kanzaki dans la préfecture de Saga.
Le district de Kanzaki (神崎郡, Kanzaki-gun) est un district de la préfecture de Hyōgo au Japon.
Au 1er octobre 2014, sa population était de 43 830 habitants pour une superficie de 330,79 km2.

## Communes du district
- Fukusaki
- Ichikawa
- Kamikawa